# Канклес
Ка́нклес (лит. kanklės) — литовский струнный щипковый музыкальный инструмент.
Длина обычно 80—90 см. Настройка инструмента диатоническая. На ранних канклесах было 4—5 струн; потом число струн увеличилось до 25.
Имеет значительное сходство с латышским коклес, эстонским каннелем, карело-финским кантеле и русскими крыловидными (звончатыми) гуслями.
История канклес восходит к глубокой древности. Старинные канклес имели долблёный корпус. В дальнейшем корпус стали делать клеёным из отдельных досок. Наиболее употребительными были 5-10-струнные инструменты. 
Строй инструмента - диатонический. Играют на канклесе держа его на коленях широкой стороной влево, пальцами или ногтями правой руки (иногда плектром) защипывают струны, а пальцами левой глушат их.  На инструменте можно играть и обеими руками.
Применяется канклес в качестве сольного и ансамблевого инструмента. На нём исполняют танцевальные и песенные мелодии (в т.ч. Сутартинес). Это один из наиболее любимых музыкальных инструментов литовцев. 
В последнее время создано большое семейство усовершенствованных канклесов, таких как: прима, бас и контрабас.